# Naoki Ishikawa
Naoki Ishikawa (石川 直樹), es un defensa japonés nacido el 13 de septiembre de 1985 en Kashiwa (Chiba), Japón), que actualmente se desempeña en el Hokkaido Consadole Sapporo de la J1.

## Trayectoria
Natural de la ciudad de Kashiwa, Ishikawa se formó en las categorías inferiores del Kashiwa Reysol desde el Junior Youth. Con el Youth se ganó nombre como un central contundente y de buena estatura y en 2003, aún en el Youth, fue registrado en el primer equipo, aunque no sería promovido hasta el año siguiente en el 2004. Ishikawa se ganó enseguida la admiración de los aficionados y su cariño, por su carácter y su entrega para con el club de su ciudad. Sin embargo, no logró nunca hacerse con un puesto de titular, y aunque tampoco le faltaron minutos, su técnico en el Reysol, Nobuhiro Ishizaki decidió llevárselo cedido cuando se marchó al Consadole Sapporo, en J2. Su gran rendimiento en las dos temporadas que estuvo en el equipo de Hokkaido le valieron el interés de equipos de la J1, y el Albirex Niigata se hizo con sus servicios para la temporada 2011, donde si bien no es titular indiscutible, ha disputado de muchos minutos.

## Estilo de juego
Defensor de buena planta, no demasiado rápido pero con buena colocación y capacidad de reacción. Aporta seguridad en la zaga y poderío por arriba. Su condición de zurdo le ha permitido desempeñarse también como lateral izquierdo.

## Trayectoria
Juvenil
- 1998-2000 Kashiwa Reysol Jr. Youth
- 2001-2003 Kashiwa Reysol Youth
  - 2003 Kashiwa Reysol  (2ª Clase)

Profesional
- 2004-2010 Kashiwa Reysol 
  - 2009 Consadole Sapporo  (Cedido)
- 2010 Consadole Sapporo
- 2011-2012 Albirex Niigata
- 2013- Vegalta Sendai

## Estadísticas
A 1 de diciembre de 2012.
| Temporada | Equipo    | Dorsal | División | Liga        | Liga      | Copa de la Liga | Copa de la Liga | Copa           | Copa           | Total       | Total |
| Temporada | Equipo    | Dorsal | División | Apariciones | Goles     | Apariciones     | Goles           | Apariciones    | Goles          | Apariciones | Goles |
| --------- | --------- | ------ | -------- | ----------- | --------- | --------------- | --------------- | -------------- | -------------- | ----------- | ----- |
| Japón     | Japón     | Japón  | Japón    | J. League   | J. League | Copa Nabisco    | Copa Nabisco    | Copa Emperador | Copa Emperador | Total       | Total |
| 2004      | Reysol    |        | J1       | 0           | 0         | 0               | 0               | 0              | 0              | 0           | 0     |
| 2005      | Reysol    |        | J1       | 2           | 0         | 1               | 0               | 0              | 0              | 3           | 0     |
| 2006      | Reysol    |        | J2       | 15          | 2         | -               | -               | 1              | 0              | 16          | 2     |
| 2007      | Reysol    |        | J1       | 12          | 0         | 4               | 0               | 0              | 0              | 16          | 0     |
| 2008      | Reysol    |        | J1       | 17          | 1         | 3               | 0               | 2              | 0              | 22          | 1     |
| 2009      | Reysol    |        | J1       | 12          | 1         | 2               | 0               | -              | -              | 14          | 1     |
| 2009      | Consadole |        | J2       | 20          | 1         | -               | -               | 1              | 0              | 21          | 1     |
| 2010      | Consadole |        | J2       | 31          | 0         | -               | -               | 2              | 0              | 33          | 0     |
| 2011      | Albirex   |        | J1       | 22          | 1         | 3               | 0               | 2              | 0              | 27          | 1     |
| 2012      | Albirex   |        | J1       | 32          | 1         | 5               | 0               | 1              | 0              | 38          | 1     |
| 2013      | Vegalta   | 5      | J1       | -           | -         | -               | -               | -              | -              | -           | -     |
| Total     | Japón     | Japón  | J1       | 97          | 4         | 18              | 0               | 5              | 0              | 120         | 4     |
| Total     | Japón     | Japón  | J2       | 66          | 3         | -               | -               | 4              | 0              | 70          | 3     |
| Total     | Total     | Total  | Total    | 163         | 7         | 18              | 0               | 9              | 0              | 190         | 7     |

## Palmarés

### Clubes
- 2004-2009 Kashiwa Reysol
  - 2006 - J. League Division 2 Subcampeón